# 姬街道
姬街道（日语：／ Hime-kaidō */?），是日本江戶時代主要街道的其他路線。

## 概要
為避開本街道的山路、河川等難關，或取締嚴格的關所而選擇其他路線。另外，相較於本街道，使用者較少，警備較不嚴格。女性旅行者基於上述理由選擇的道路，因此這些路線稱作「姬街道」「女街道」。

## 代表的姬街道
- 東海道見附宿（靜岡縣磐田市）和御油宿（愛知縣豐川市）的脇街道。濱名湖北側，越過本坂峠的道路，也稱作本坂道、本坂通。許多女性為避開取締嚴格的新居關所利用此道而得名。

- 中山道的別名。幕末，從京都嫁到江戶的德川家的和宮也使用中山道。

- 下仁田道。中山道的脇往還（支線），也稱上州姬街道。

## 脚注
1. ↑  街道めぐりの会　『日本の街道歴史を巡る! 地図と写真から見える!』、西東社、2014年。

## 關連項目
- 脇往還